# Grupa Pasiphae
Grupa Pasiphae je grupa Jupiterovih prirodnih satelita sa sličnim parametrima orbite (vidi tablicu desno). Ova grupa spada među Jupiterove retrogradne nepravilne satelite.
Za razliku od preostale dvije retrogradne grupe Jupiterovih nepravilnih satelita (grupa Ananke i grupa Carme), ova je grupa vrlo raspršena po inklinaciji, što se tumači velikom starošću grupe koje se od vremena svojeg nastanka postupno raspršila.
Grupa ima 13 članova. Redom od Jupitera prema vani, to su:
- Eurydome
- S/2003 J 23
- Hegemone
- Pasiphae (najveći satelit, po njemu se zove grupa)
- Sponde
- Cyllene
- Megaclite
- S/2003 J 4
- Callirrhoe
- Sinope, 2/3 dimenzija Pasiphae
- Autonoe
- Aoede
- Kora

Međunarodna astronomska unija zadržava pravo da sve retrogradne satelite (pa tako i ovu grupu) imenuje na način da njihova imena završavaju na -e.